# Aulonothroscus zanzibaricus
Aulonothroscus zanzibaricus is een keversoort uit de familie dwergkniptorren (Throscidae). De wetenschappelijke naam van de soort werd in 1919 gepubliceerd door Edmond Fleutiaux.